# Portrait de Pierre-François Bernier
Le portrait de Pierre-François Bernier est un tableau peint en 1800 par Jean-Auguste-Dominique Ingres qui représente l'astronome Pierre-François Bernier, originaire de La Rochelle, qui a fait la connaissance du peintre à Montauban sa ville natale. Il a été peint à Paris quand les deux hommes étaient à l'atelier de Jacques-Louis David, sans que cela soit certifié de manière certaine pour Bernier. Ce portrait montre l'influence du style de David chez Ingres. Le tableau fait partie des collections de la Memorial Art Gallery de l'université de Rochester.